# 崔公窑
崔公窑是明嘉靖、隆庆年间（1522年-1572年）江西景德镇崔国懋创建的民间瓷窑。根据《景德镇陶录》纪载：崔公窑瓷多仿宣德窑、成化窑遗法制造瓷器，“当时以为盛，号其器曰‘崔公窑瓷’，四方争售....为民窑之冠”。
崔公窑制造的瓷盏较宣德、成化两窑为大，而精美程度比美宣德、成化两窑；所制青花彩色瓷器和宣德、成化两窑相同。